# Villa Shodhan
La villa Shodhan est une villa située à Ahmedabad (Kharawala Road) en Inde, dessinée par l'architecte Le Corbusier et construite entre 1951 et 1954,.

## Description

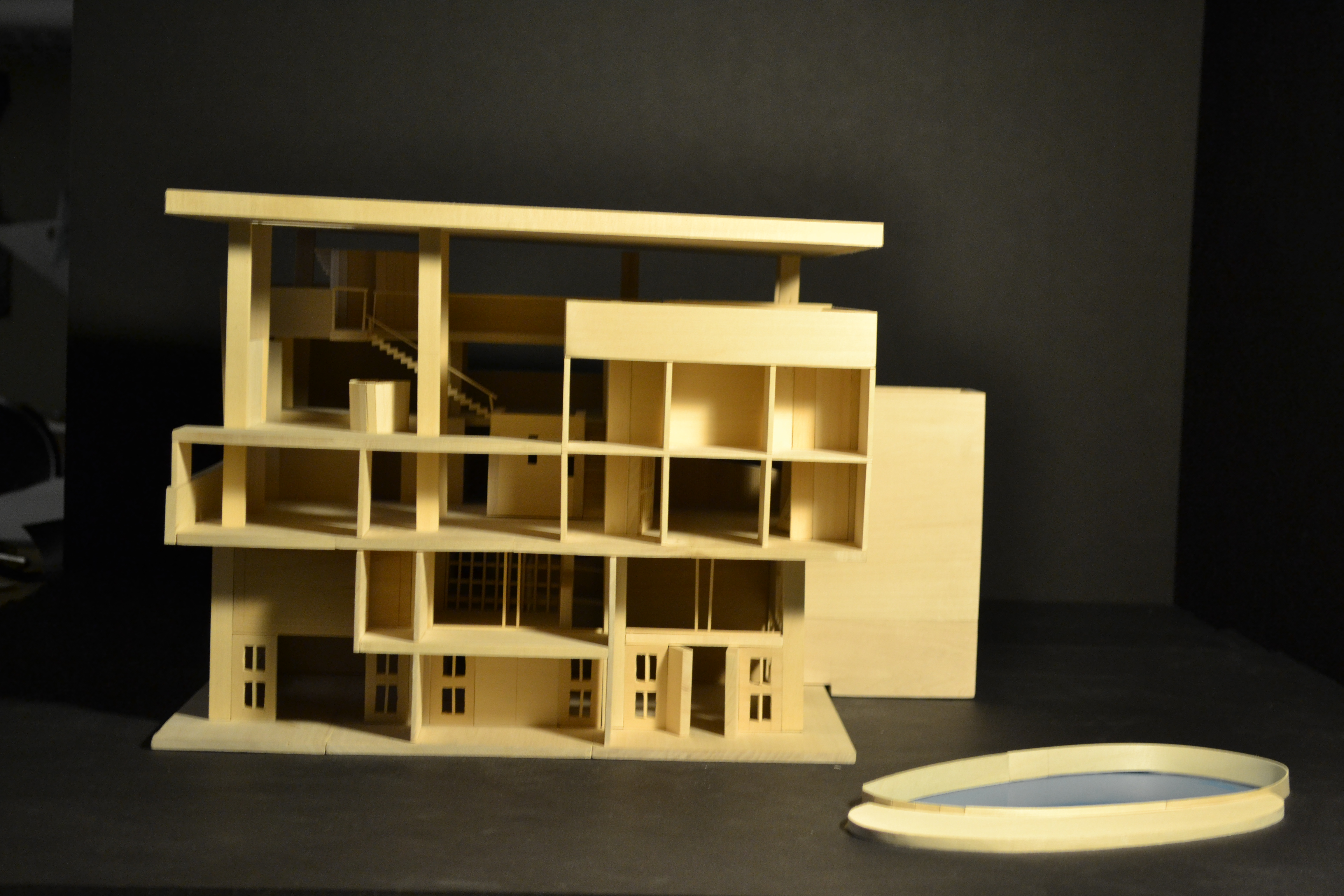
Vue des brise-soleils et du toit-parasol créant les zones d'ombre dans la maison.

La villa se caractérise par une façade pare-soleil très cadrée. Son orientation en diagonale permet aux visiteurs qui l'approchent d'en découvrir une vue de trois quarts. Le Corbusier dira qu'il a donné à Shodhan « un palais, une maison fonctionnelle ».
Les rectangles des façades nord-ouest et sud-ouest sont encore accentués par l'installation de brise-soleil pour la protection contre l'éblouissement. Un autre dispositif vient protéger la maison du soleil, c'est le toit-parasol. La brise traverse la maison, la connectant à son environnement. Cette solution « bioclimatique » privilégie avec sa grande profondeur l'apparition de multiples zones d'ombre, qui parsèment toute la maison. Les intentions de l'architecte franco-suisse étant par ces élément d'apporter à la maison « l'ombre en été, le soleil en hiver, l’air circulant et frais, à toute saison ».
La maison est une application du plan libre et est basée sur le principe de la maison « Dom-Ino ». Les fonctions des pièces sont indépendantes de sa structure, sans séparations intérieures, de façon à laisser pénétrer la lumière comme élément architectural dans certains espaces.
Ce plan rappelle celui de la villa Savoye des années 1930 à Poissy, notamment par la présence d'une rampe qui dessert les espaces, mis à la mode tropicale ici. Le coffrage du béton est brut, il est fait à partir de bois « tout-venant », sauf sous le toit-parasol ou sur le plafond des chambres où l'on a la présence d’appareillage.

## Histoire

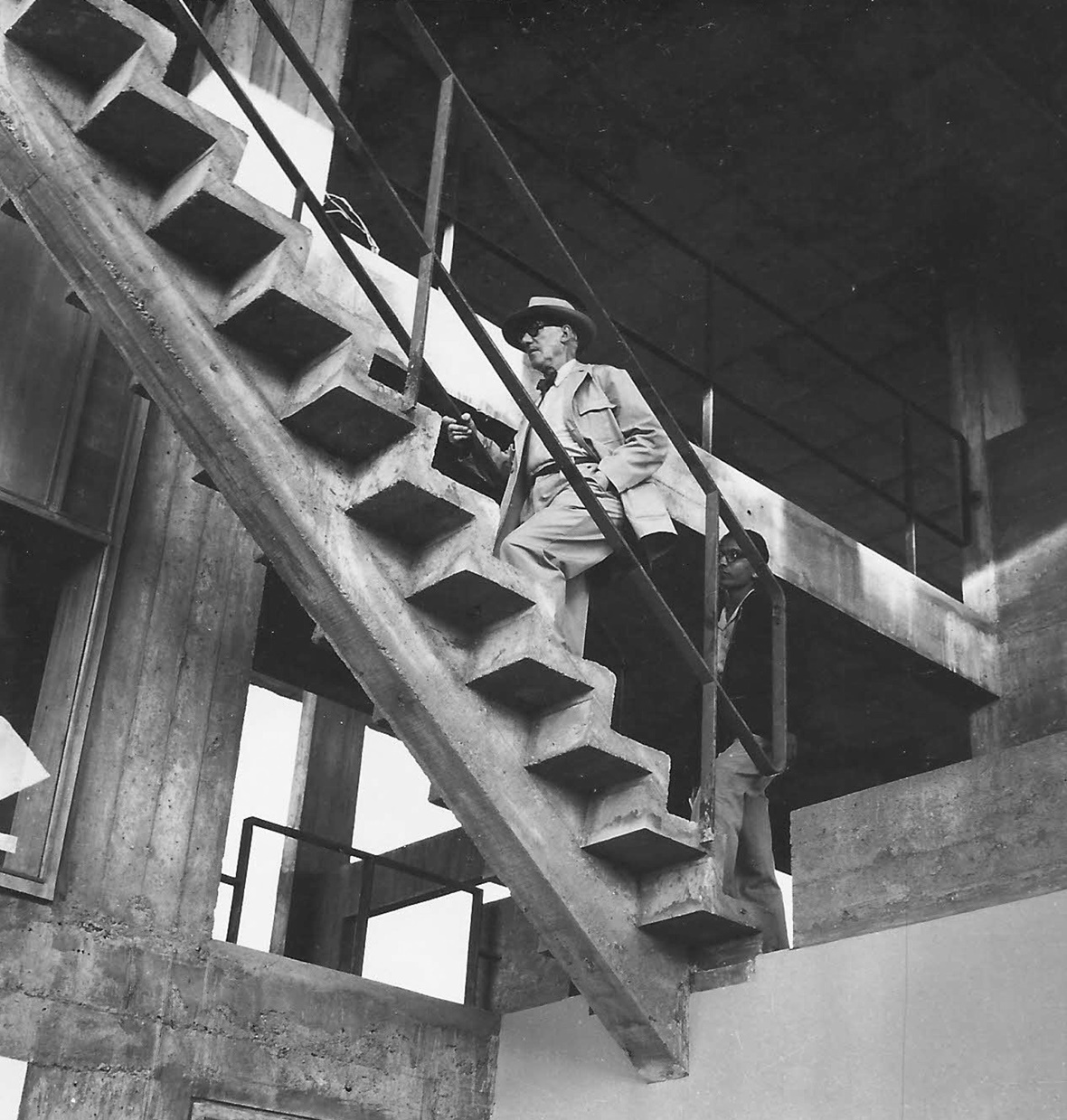
Balkrishna Doshi et Le Corbusier à la villa Shodhan, Ahmedabad, Inde.

La maison est dessinée à l'origine pour Surottam Hutheesing (en), secrétaire de l'association des patrons des filatures. Ses intentions étaient alors montrer sa position sociale et économique, un bâtiment pour refléter son importance dans la société.
Il revend ensuite les plans à Shyamubhai Shodhan, possesseur d'un autre terrain et désireux quant à lui de commencer les travaux immédiatement. Cela n’altère en rien le projet étant donné que Le Corbusier ne s'était pas basé sur des vues précises pour établir son projet mais des éléments tels que le soleil et les vents dominants, constants par régions de l'Inde.